# فابیو کوزارو
فابیو کوزارو (انگلیسی: Fabio Cusaro؛ زادهٔ ۲۰ نوامبر ۱۹۸۴) بازیکن فوتبال اهل ایتالیا است.
از باشگاه‌هایی که در آن بازی کرده‌است می‌توان به باشگاه فوتبال مونتسا، باشگاه فوتبال نووارا، باشگاه فوتبال آلساندریا، و باشگاه فوتبال چزنا اشاره کرد.